# Fehér hikoridió
A fehér hikoridió (foszlós kérgű hikoridió, Carya ovata, Caria alba) a bükkfavirágúak (Fagales) rendjébe sorolt diófafélék (Juglandaceae) családjában a hikoridió (Carya) nemzetségben a valódi hikorik (Carya fajcsoport) egyik faja. Nevezik bozontos kérgű, illetve kagylós kérgű hikorinak is (shagbark hickory, shellbark hickory).

## Származása, elterjedése
Az atlantikus–észak-amerikai flóraterületen endemikus. 

## Megjelenése, felépítése
Egyenes törzsű, középmagas fa. Amerikai nevei jellemzően durva kérgére utalnak.

## Életmódja, termőhelye
A humuszos, jó vízgazdálkodású talajokat szereti. Gyorsan nő, fagytűrő.

## Természetes változatai
- Északi foszlós kérgű hikoridió (northern shagbark hickory, Carya ovata var. ovata)
- Déli foszlós kérgű hikoridió avagy Karolina-hikoridió (southern shagbark hickory; Carya ovata var. australis avagy Carya carolinae) — az Appalache flóratartományban endemikus.

## Hibridei
A pekándióval (Carya illinoinensis) alkotott hibridje a hican. Ennek gazdasági jelentősége, hogy a pekándió élőhelyétől északra, Kanadában is termeszthető.

## Felhasználása
Diója édes, jóízű, de vastag héja miatt nehezen törhető és tisztítható. Az indiánok fontos tápláléka volt. A kereskedelemben kapható, sőt exportálják is.
Kiváló — kemény és tartós — fájából lovaskocsikat, mezőgazdasági eszközöket, kéziszerszámnyelet készítenek.

### Nemesített változatai
Nemesített fajtái gyakorlatilag önmeddők, ezért vegyesen telepítik őket.
Igen elterjedt a Neilson, de ennek hibája, hogy a bél törés után is csak nehezen nyerhető ki a héjból. 
A Yoder No I a Neilsonhoz hasonló, de hosszabb tenyészidejű fajta. 
A Weschke bővebben terem, mint a Neilson, de termése igen apró (akkora, mint egy ötcentes). Beporzására igen alkalmas a Wilcox. 
Diójáért termesztik a Henke és a Dooley F2 Burton fajtát. Ezek diója hasonlít a Weschkééhez, de jóval nagyobb.

## Képek

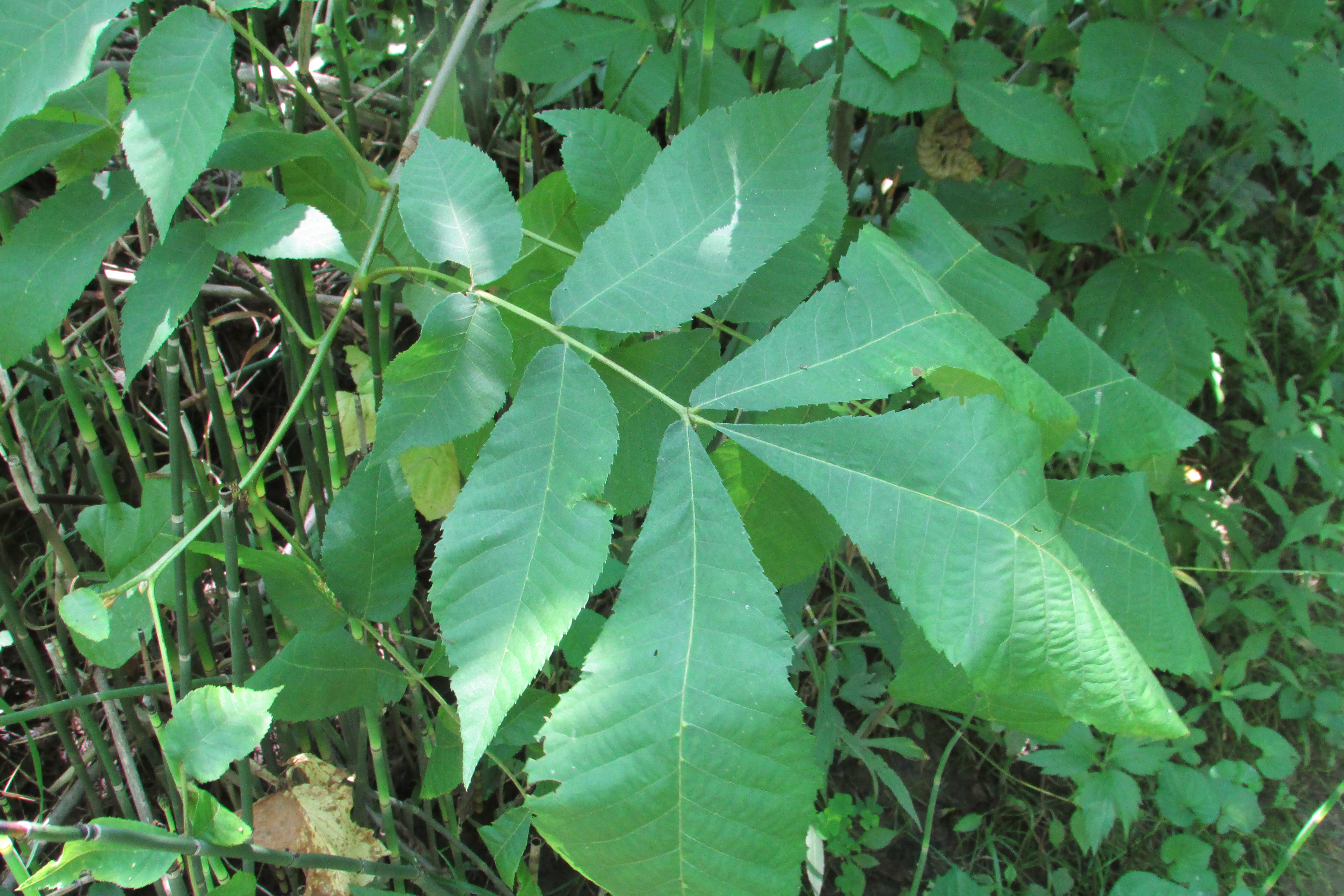
Levelei
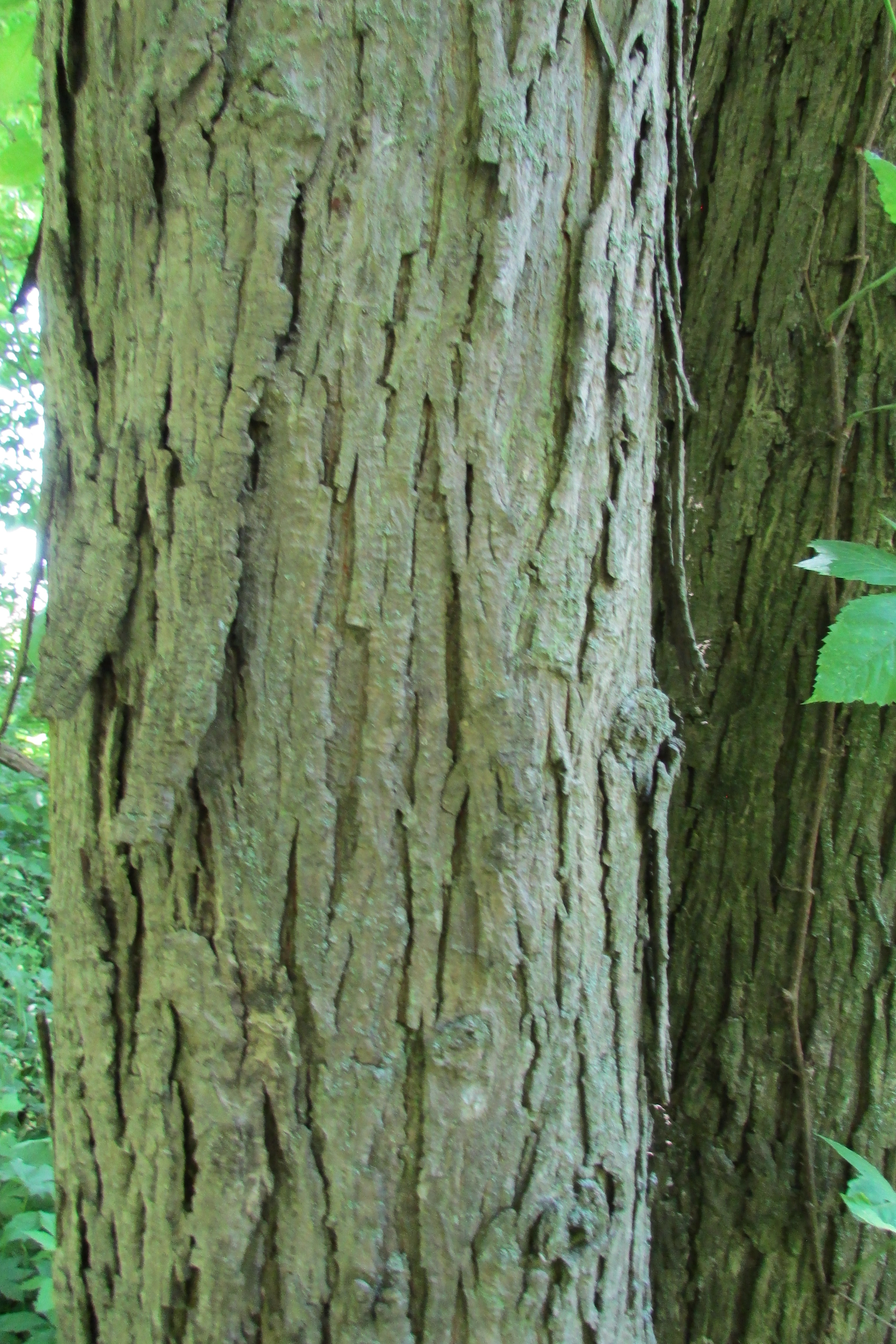
Kérge
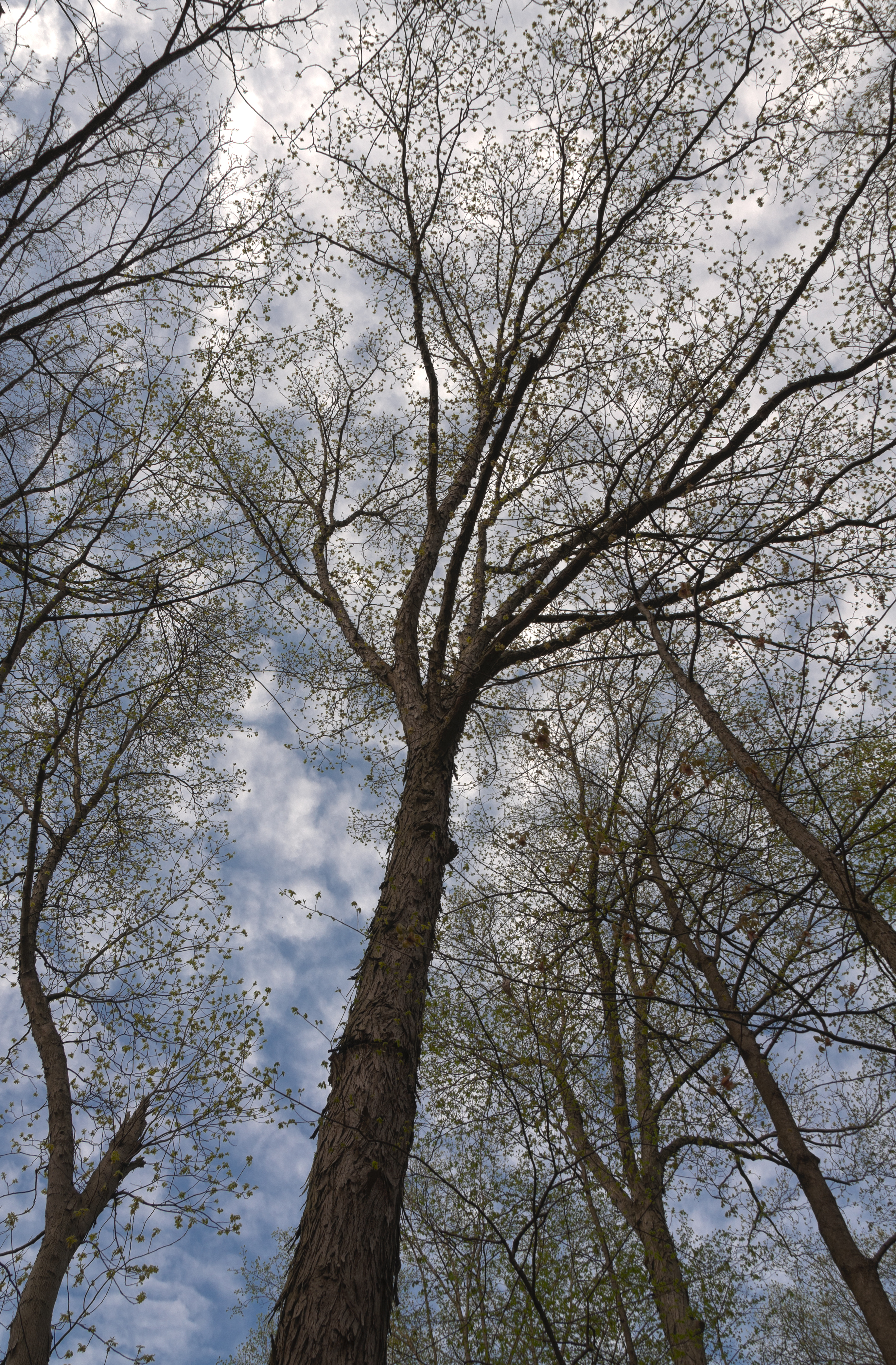
Alulnézetből, tavasszal